# 長久手温泉ござらっせ
座標: 北緯35度11分4.2秒 東経137度3分37.8秒 / 北緯35.184500度 東経137.060500度

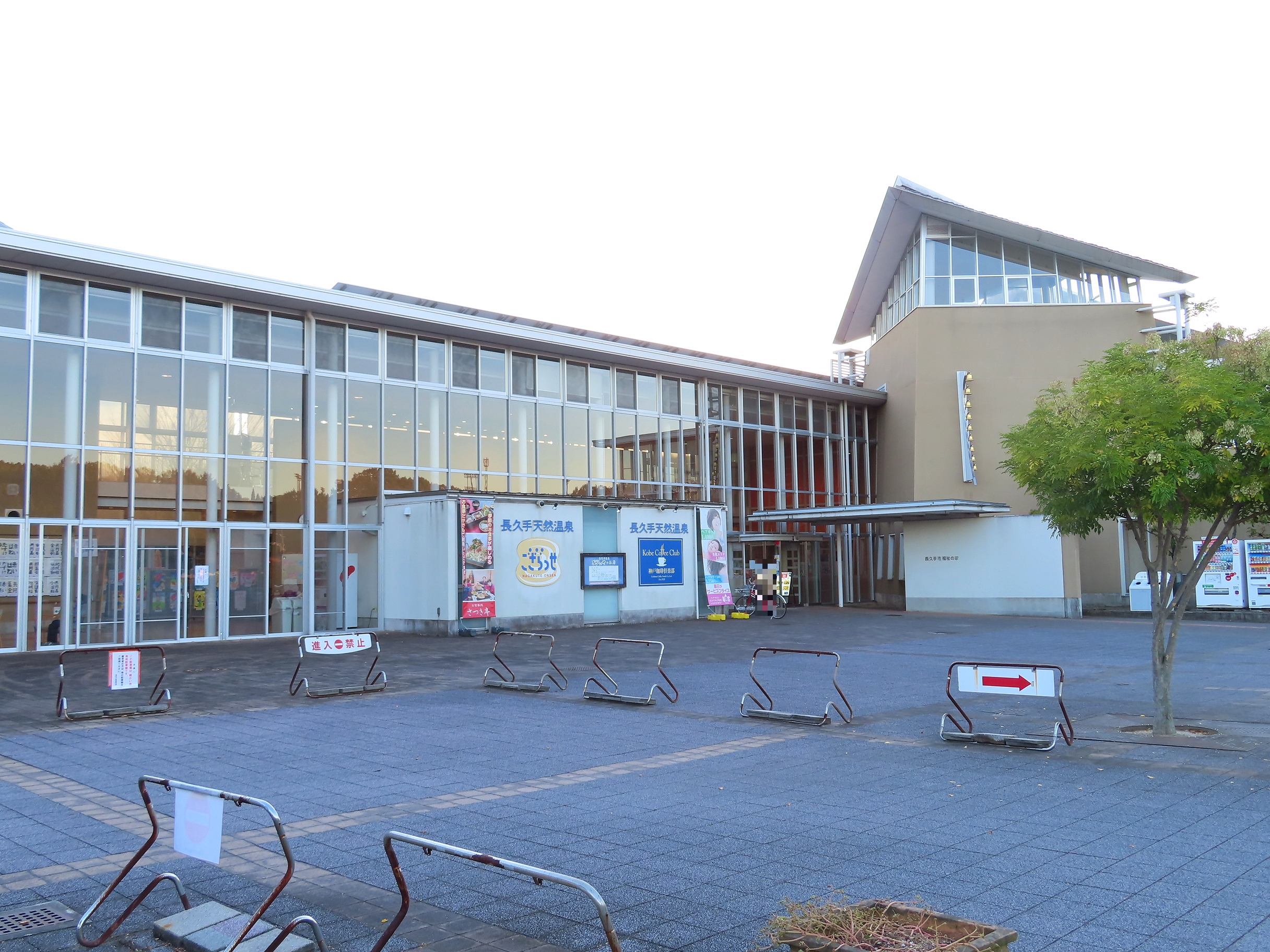
施設出入口（2021年（令和3年）11月）

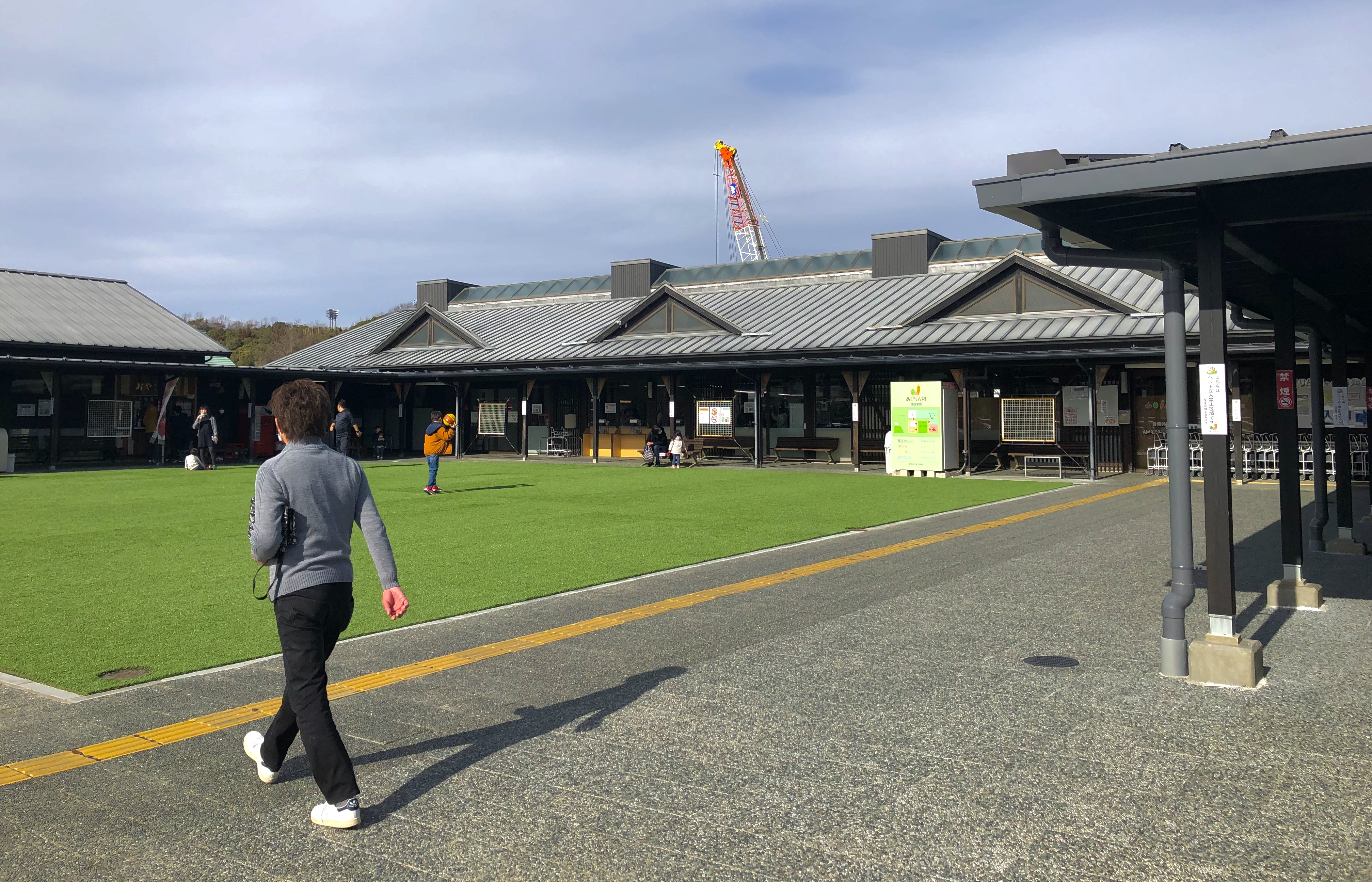
あぐりん村

長久手温泉ござらっせ（ながくておんせんござらっせ）は、愛知県長久手市前熊下田にある日帰り入浴施設。長久手市福祉の家条例に基づき設置された「長久手市福祉の家」内にある温泉交流施設である。

## 概要
2002年（平成14年）12月に開館した。
指定管理者制度を導入し、長久手市60％出資の第三セクターである株式会社長久手温泉が指定管理者を担ってきた。
2025年（令和7年）4月に従来の指定管理者制度から民間の資金やノウハウを活用するPFIコンセッション方式に移行することとなった。運営を受託したのは春日井市の総合水処理装置メーカーであるミズプラで、同社の完全子会社で特別目的会社のGOZA（長久手市）との公民連携運営となる。
2025年秋から2026年春にかけて一時休館し、建物の構造部分以外を大規模改修して全面リニューアルすることになった。

### 泉質
大規模施設のため、各フロア1つの浴槽を除き、お湯は循環して利用している。
- ナトリウム：塩化物質（低張性アルカリ性低温泉）[6]

### 泉温
- 34.0℃[6]（加熱）

## 施設
浴場部分は1階が和風、2階が洋風の内装になっている。
毎週月曜日に、男風呂と女風呂のフロアが入れ替わる。

## 沿革
- 2002年（平成14年）12月16日：開業。
- 2009年（平成21年）12月8日：リニューアル　岩盤浴「美健房」オープン。

## 交通機関[9]
- 名古屋市営地下鉄東山線「藤が丘駅」より名鉄バス「長久手福祉の家」バス停下車、または同駅より無料送迎バスを利用。
- 愛知高速交通東部丘陵線（リニモ）「公園西駅」より徒歩で約20分。または、N-バス「福祉の家」バス停下車。

## 備考
当施設併設の「あぐりん村」では、長久手市ならびに近隣の農家で採れた野菜や果物が販売される。
施設名の「ござらっせ」とは、地元の方言で「いらっしゃいませ」という意味である。